# Fédération des médecins spécialistes du Québec
La Fédération des médecins spécialistes du Québec (FMSQ) est une association professionnelle regroupant 36 associations de médecins spécialistes du Québec. Créée en 1965, elle regroupe près de 11 000 médecins spécialistes œuvrant dans 59 spécialités médicales.
La mission de la FMSQ est de défendre et soutenir les médecins spécialistes de ses associations médicales affiliées œuvrant dans le système public de santé. Elle favorise également des soins et des services de qualité à population. La FMSQ est la seule fédération qui représente les médecins spécialistes du Québec, à ce titre, elle est la seule habilitée à négocier avec le gouvernement du Québec, en ce qui concerne les conditions de pratique et de rémunération des médecins spécialistes.

## Histoire
En 2012, la FMSQ a créé sa fondation : la Fondation de la Fédération des médecins spécialistes du Québec. Par le biais de celle-ci, la FMSQ soutient la cause des proches aidants, une cause qui rejoint, à ce jour, plus d'un million de Québécois.

## Présidence

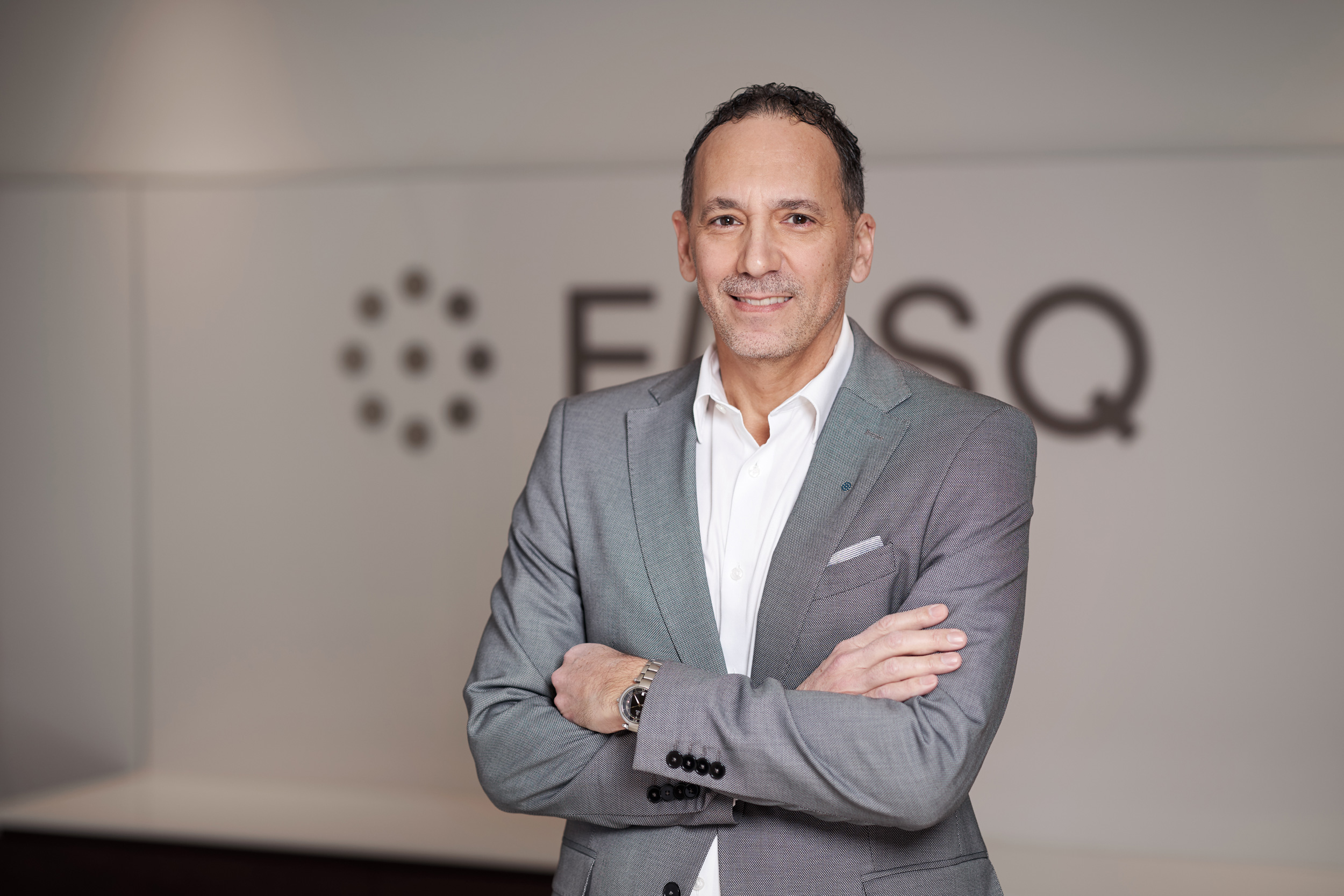
Dr Vincent Oliva, président de la FMSQ

| Liste des présidents et présidentes de la FMSQ | Liste des présidents et présidentes de la FMSQ | Liste des présidents et présidentes de la FMSQ |
| ---------------------------------------------- | ---------------------------------------------- | ---------------------------------------------- |
| 2021-                                          | Dr Vincent Oliva                               | radiologiste                                   |
| 2014-2021                                      | Dr Diane Francœur                              | obstétricienne gynécologue                     |
| 2006-2014                                      | Dr Gaétan Barrette                             | radiologiste                                   |
| 2001-2006                                      | Dr Yves Dugré                                  | oto-rhino-laryngologiste                       |
| 1994-2001                                      | Dr Pierre Gauthier                             | pédiatre                                       |
| 1991-1994                                      | Dr Robert Marier                               | obstétricien gynécologue                       |
| 1978-1991                                      | Dr Paul Desjardins                             | obstétricien gynécologue                       |
| 1965-1978                                      | Dr Raymond Robillard                           | neurologue                                     |

## Perception politique et médiatique
Au Québec, l'image publique de la Fédération a souffert à la suite de hausses salariales consenties par le gouvernement de Philippe Couillard. En réaction à la colère de plusieurs citoyens, des médecins membres de la Fédération se sont sentis obligés de dénoncer les hausses salariales qu'ils ont obtenues.
En 2019, la FMSQ et le gouvernement du Québec ont signé une entente de rémunération jetant les bases d'un nouveau partenariat. Celle-ci s'appuie sur la volonté commune de se concentrer sur l'amélioration de l'accès aux soins et services offerts à la population québécoise. L'entente prévoit la création de l’Institut de la pertinence des actes médicaux (IPAM), un organisme indépendant, dont le mandat est d'assurer que les soins adéquats seront offerts, au moment indiqué et par les bonnes ressources professionnelles.

## Prix remis
En 2019, à l'occasion de la Journée internationale des femmes, la Fédération annonce la création de deux prix annuels pour honorer des femmes médecins spécialistes :
- Prix Irma-Levasseur
- Prix Marthe-Pelland

Elle décerne aussi :
- Prix d'excellence en développement professionnel continu
- Prix d'excellence en soins
- Prix de recherche